# 暹羅副元寶鯿
暹羅副元寶鯿（學名：Parachela siamensis），為輻鰭魚綱鯉形目鲴科副元寶鯿属的其中一種。分布於亞洲湄公河、湄南河及印尼淡水流域，本魚背鰭起點在第3和第4臀鰭條上方，胸鰭大，有深色的末梢邊緣，延伸超過腹鰭尖端，腹部拱形，體長可達20公分，主要棲息在森林覆蓋的溪流、湖泊表層水域，屬肉食性，以浮游生物及昆蟲為食，可做為食用魚。

## 扩展阅读
維基物種上的相關：暹羅副元寶鯿